# Beerathammanahalli, Hunsur
Beerathammanahalli là một làng thuộc tehsil Hunsur, huyện Mysore, bang Karnataka, Ấn Độ.